# Mariano Baixauli
Mariano Baixauli Biguer (Valencia, 1861 - Valencia, 9 de noviembre de 1923) fue un compositor jesuita, organista, maestro de capilla y musicólogo español.

## Biografía
Mariano Baixauli nació en Valencia en el año 1861. Comenzó su formación musical a través de la amistad que compartía con Salvador Giner, quien le acercó a la música religiosa. En el año 1886 ganó la oposición de maestro de capilla de la Catedral de Tortosa.
En 1893, tras la renuncia de Juan Bautista Guzmán del cargo de maestro de capilla de la Catedral de Valencia, Baixauli opositó para ganar la plaza junto a Juan Bautista Pastor Pérez y Rafael Maneja. La misma fue otorgada a Pastor el siete de abril de ese mismo año.
Al no optar al cargo de maestro de capilla en Valencia, se presenta también en 1893 al de Toledo, ganando la plaza. Ingresó en la Compañía de Jesús en 1896. Desde entonces sigue dedicando su carrera musical al resurgimiento y composición de composiciones sacras. Además, trabajó como organista en dicha compañía en su ciudad natal.

## Ámbito musical
La carrera musical de Baixauli destaca principalmente por ser, junto a Eduardo Ximénez Cos, uno de los primeros compositores valencianos que dedican su vida profesional a la recuperación de la tradición musical de la zona.
Además de las composiciones que publicó a lo largo de toda su vida, los escritos y fundamentos de Baixauli fueron cruciales para el desarrollo y progresión de la Renaixença valenciana que surgió a finales del siglo XIX. Concretamente, encabezó la segunda fase de crecimiento de este movimiento cultural junto a Juan Bautista Pastor.
Destacan las críticas que realiza en 1904 en las que asegura la italinización de la música valenciana y propone un cambio de perspectiva orientada a la recuperación del estilo regional. Otra de las implicaciones profesionales del compositor se orientan sobre la base de la exaltación, recuperación y mejora de la música sacra de la época. En la revista Razón y Fe publica su artículo "La música religiosa" (1904), en el que asegura que «La  música  religiosa ha  de  ser  música  magistral  y  expresiva  al  mismo  tiempo...  Pero  estas  condiciones exigen  en  el  compositor  cierta  ilustración  literaria  y  musical; musical,  para  saberlo  que  se  lleva  entre  manos,  y  literaria  para  que  las  ideas  que  broten  de  su  mente,sean  adecuadas  al  objeto.»
Además de su creación artística, el padre Baixauli reunió una valiosa colección de tocatas de danzas del Corpus Christi de Valencia y de otras festividades de otras localidades.
Las intenciones de Baixauli con sus publicaciones y composiciones era, por un lado, revalorizar la escritura e interpretación de música sacra; por otro, dejar constancia de qué características debía tener  la música utilizada para el culto. De esta forma, aseguró la importancia que tenía el motu proprio realizado por el papa Pío X en 1903. Para Baixauli, el peso de este documento papal residía principalmente en que en él se aseguraba que la música sacra correcta era quella escrita por Palestrina y otros autores del siglo XVI. Así, la música religiosa contemporánea a esta debía presentar un estilo similar al de la escritura polifónica clásica.

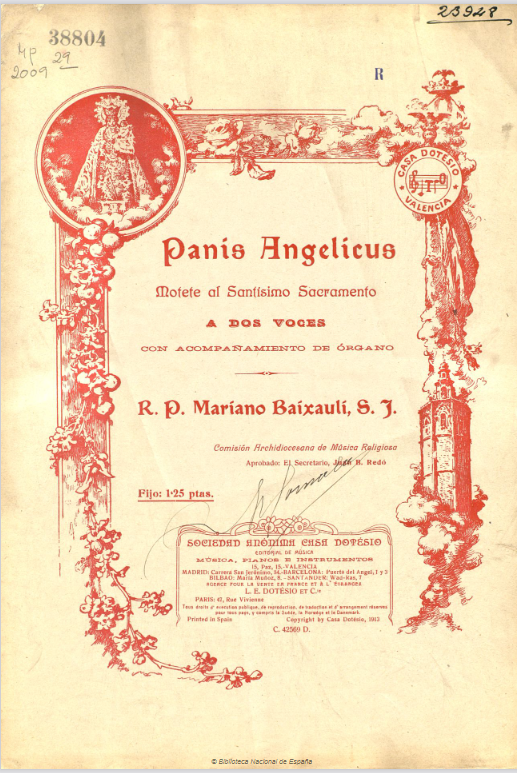
Panis Angelicus: motete al Santísimo a dos voces con acompañamiento de órgano. Mariano Baixauli. (1913).

## Obras
La mayor parte de música escrita por Mariano Baixauli es sacra. Escribió alrededor de cien composiciones (la mayor parte de ellas vocales y de órgano), muchas con acompañamiento orquestal. Avivado por el respeto que le tenía a la polifonía clásica y a las composiciones gregorianas, su estilo compositivo se asemeja bastante al de obras religiosas anteriores al siglo XVI. Así pues, con su colaboración compositiva, consigue dar categoría a la música religiosa dentro del panoráma cultural valenciano.
Entre las diferentes composiciones escritas por Baixauli señalamos las siguientes:
- 1914, Motete al Sagrado Corazón de Jesús a tres voces con acompañamiento de órgano. Cor, Arca legem continens.
- 1914, Motete al Santísimo, a tres voces (sobre el canto gregoriano) con acompañamiento de órgano. Adoro te devote.
- 1914, Motete al Santísimo, a tres voces (sobre el canto gregoriano) con acompañamiento de órgano. Ave verum.
- 1914, Motete al Santísimo, a dos voces (sobre el canto gregoriano) con acompañamiento de órgano. Ave verum.
- 1913, Motete al Santísimo a dos voces con acompañamiento de órgano. Panis angelicus.
- 1914, Letrilla al Santísimo para la Comunión a tres voces con acompañamiento de órgano. Véante mis ojos.
- Himno a Santa Teresa de Jesús, a dúo y coro.[9]